# 上越青少年文化センター
上越青少年文化センター（じょうえつせいしょうねんぶんかセンター）は、かつて上越市国府1丁目にあった教育文化施設である。五智公園、交通公園に隣接していた。平成25年3月31日閉館。

## 概要
1968年（昭和43年）、松下電器は交通事故から子どもたちを守ることを願い、創業50周年を記念して15年間にわたって総額50億円を、全国の都道府県および6政令指定都市に寄贈した。 この資金によって各地に交通公園等の施設ができ、新潟県では鳥屋野交通公園、長岡青少年文化センターと付属プール、燕市交通公園、そして上越青少年文化センターおよび交通公園が1970年（昭和45年）前後に相次いで出来た。当館は1971年（昭和46年）11月3日の開館である。
屋上には15cm屈折望遠鏡を備えた、天体観測ドームがあった。また、直径8mのプラネタリウムがあった。座席は同心円配列80席、投影機は株式会社五藤光学研究所製GS-AT型であった。これら天文施設は当時上越地域唯一のものであったが、1993年（平成5年）に上越清里星のふるさと館が開館すると、主要な役割はそちらに移行した。
体育館のほか、科学展示室、工作室、理科室、談話室、美術室、VTR室（パソコン室）、音楽室等、当時の水準では非常に充実した施設であり、初等中等教育の場として90年代まで積極的に市内の学校教育で利用された。
00年代になると施設の老朽化が顕著となり、耐震性の問題もあったため教育の場としてはあまり使われなくなった。また駐車スペースが狭い点も問題であった。このため、市は2013年（平成25年）3月31日に閉館とした。跡地は駐車場となっている。なお、同時期に出来た交通公園は2025年現在でも運営中である。